# Hoofdstraat 46
Het winkelpand met bovenwoning aan de Hoofdstraat 46 in de Nederlandse plaats Emmen is een gebouw met een middelhoge erfgoedwaarde. Het pand is in 1937 gebouwd in opdracht van Herman Jansen, koopman in dames- en herenconfectie, naar een ontwerp van architect J.F.A. Göbel in de stijl van de Nieuwe Haagse School.

## Architectuur en kenmerken
Het pand is een voorbeeld van de "moderne" baksteenarchitectuur uit de jaren 1930 en kenmerkt zich door een kubistische opbouw en in hoogte verspringende bouwdelen met platte daken. De architectuur is een combinatie van bakstenen en betonnen elementen. Een subtiel spel van horizontale en verticale accenten is zichtbaar in het ontwerp.
Het gebouw is in details gewijzigd, maar de hoofdvorm en gevelindelingen zijn nog goed herkenbaar. Een markante sprong in de bouwmassa vormt een karakteristiek accent in de gevelwand. De oorspronkelijke pui, die dienstdeed als een grote 'etalagehal', is inmiddels wel volledig veranderd.

## Waardering
In het in opdracht van de gemeente Emmen uitgevoerde rapport Van esdorp naar groeikern (2020), dat de waardevolle cultuurhistorische panden in het noordelijk centrumdeel inventariseerde, werd het een waardevol pand genoemd, met middelhoge erfgoedwaarde en een beeldbepalende kwaliteit.  
Het pand heeft een belangrijke plaats in het oeuvre van de architect. Het is het laatste grote bouwwerk dat hij vorm gaf in de stijl van de Nieuwe Haagse School. Na een periode waarin hij alleen opzichterschappen vervulde, is hij vanaf 1941 consistent gebouwen gaan ontwerpen in de stijl van de Delftse School. Göbel was een architect van katholieke signatuur, en het feit dát hij een stijlomslag maakte naar de Delftse School, was zeker niet uniek, dat deden meer, vooral katholieke, architecten. De mate waarin de stijlomslag plaats vond, is echter wél redelijk uniek te noemen.